# Юденков, Руслан Евгеньевич
Руслан Евгеньевич Юденков (бел. Руслан Яўгенавіч Юдзянкоў; род. 28 апреля 1987, Гомель) — белорусский футболист, полузащитник казахстанского клуба «Туран».

## Клубная карьера
Начинал карьеру в могилевском «Днепре», потом играл в различных клубах Первой лиги.
В 2010 перешёл в «Гомель», но после выхода команды в Высшую лигу потерял место в основе и играл за дубль.
Летом 2011 года перешёл в «Славию-Мозырь» и помог ей выиграть Первую лигу. В Высшей лиге продолжал выступать в основном составе мозырьской команды на позиции центрального полузащитника. По итогам сезона 2013 «Славия» потеряла место в Высшей лиге, а Юденков покинул клуб.
В начале 2014 пытался трудоустроиться в могилевском «Днепре» и брестском «Динамо», но в итоге в марте 2014 стал игроком микашевичского «Гранита».
Сыграл за «Гранит» в пяти матчах в начале сезона 2014, после чего в мае 2014 года он получил травму. Из-за травмы пропустил большую часть сезона. Вернулся на поле в октябре 2014, но уже в составе «Городеи». В январе 2015 года продлил контракт с этим клубом на сезон 2015. По итогам сезона 2015 помог «сахарным» выйти в Высшую лигу. В январе 2016 года покинула клуб.
В январе 2016 года проходил просмотр в «Белшине», но не подошёл бобруйчанам. В феврале стал тренироваться вместе с «Гомелем» и вскоре подписал контракт. По итогам сезона 2016 вместе с «Гомелем» одержал победу в Первой лиге. В сезоне 2017 он оставался основным игроком гомельской команды, выступая на позиции центрального защитника. В декабре 2017 года он продлил контракт с Гомелем на год.
Летом 2018 года стал капитаном команды. Сезон 2019 года стартовал на скамейке запасных, но вскоре вернул себе место в стартовом составе. В декабре 2019 года продлил контракт с гомельским клубом. В сезоне 2020 оставался ключевым игроком команды и помог ей вернуться в Высшую лигу. В январе 2021 года он подписал новое соглашение с «Гомелем». В сезоне 2021 в качестве игрока основы помог основы помог гомельскому клубу занять четвёртое место в чемпионате Беларуси.
В феврале 2022 года покинул «Гомель» и вскоре присоединился к казахстанскому Мактааралу, в марте официально стал игроком клуба. По окончании сезона-2023 «Мактаарал» столкнулся с финансовыми проблемами и снялся с дистанции чемпионата Казахстана. После этого подписал соглашение с «Кайсаром» на один год. В сезоне-2024 забил за клуб 5 голов и вошел в топ-20 игроков лиги по этому показателю. Больше Юденкова в клубе отличался только нападающий Айбар Жаксылыков — 7 раз. По итогам сезона «Кайсар» финишировал на 8-й позиции.
Сезон-2025 начал в составе «Турана», однако в июне покинул команду в связи с финансовыми проблемами и отказом от всех легионеров. Присоединился к «Атырау», который возглавил работавший с «Тураном» белорусский специалист Виталий Жуковский. 

### Статистика
| Сезон    | Дивизион | Клуб                | Страна                    | Матчи | Голы |
| -------- | -------- | ------------------- | ------------------------- | ----- | ---- |
| 2005     | дубль    | Днепр-Трансмаш      | Флаг Беларуси (1995—2012) | 9     | 0    |
| 2006     | Д1       | Днепр (Могилёв)     | Флаг Беларуси (1995—2012) | 1     | 0    |
| 2007     | Д1       | Днепр (Могилёв)     | Флаг Беларуси (1995—2012) | 8     | 0    |
| 2008     | Д2       | Спартак (Шклов)     | Флаг Беларуси (1995—2012) | 20    | 1    |
| 2009     | Д2       | Ведрич-97           | Флаг Беларуси (1995—2012) | 26    | 8    |
| 2010 (1) | Д2       | Ведрич-97           | Флаг Беларуси (1995—2012) | 15    | 4    |
| 2010 (2) | Д2       | Гомель              | Флаг Беларуси (1995—2012) | 10    | 0    |
| 2011 (1) | дубль    | Гомель              | Флаг Беларуси (1995—2012) | 13    | 1    |
| 2011 (2) | Д2       | Славия-Мозырь       | Флаг Беларуси (1995—2012) | 14    | 5    |
| 2012     | Д1       | Славия-Мозырь       | Флаг Беларуси             | 29    | 1    |
| 2013     | Д1       | Славия-Мозырь       | Флаг Беларуси             | 28    | 2    |
| 2014 (1) | Д2       | Гранит (Микашевичи) | Флаг Беларуси             | 5     | 1    |
| 2014 (2) | Д2       | Городея             | Флаг Беларуси             | 5     | 0    |
| 2015     | Д2       | Городея             | Флаг Беларуси             | 17    | 0    |
| 2016     | Д2       | Гомель              | Флаг Беларуси             | 25    | 7    |
| 2017     | Д1       | Гомель              | Флаг Беларуси             | 27    | 1    |
| 2018     | Д1       | Гомель              | Флаг Беларуси             | 24    | 0    |
| 2019     | Д1       | Гомель              | Флаг Беларуси             | 21    | 2    |
| 2020     | Д2       | Гомель              | Флаг Беларуси             | 22    | 5    |
| 2021     | Д1       | Гомель              | Флаг Беларуси             | 26    | 1    |

## Достижения
- Обладатель Кубка Беларуси: 2010/11
- Чемпион Первой лиги Беларуси (3): 2010, 2011, 2016